# Spanische Badmintonmeisterschaft 2016
Die Spanische Badmintonmeisterschaft 2016 war die 35. Auflage der spanischen Titelkämpfe in dieser Sportart. Sie fand in Santander statt.

## Die Sieger und Platzierten
| Disziplin    | Gold                         | Silber                        | Bronze                                |
| ------------ | ---------------------------- | ----------------------------- | ------------------------------------- |
| Herreneinzel | Pablo Abián                  | Manuel Vázquez                | Alejo Javier Ibeas                    |
| Herreneinzel | Pablo Abián                  | Manuel Vázquez                | Juan Manuel Fernández                 |
| Dameneinzel  | Beatriz Corrales             | Clara Azurmendi               | Sandra Chirlaque                      |
| Dameneinzel  | Beatriz Corrales             | Clara Azurmendi               | Laura Samaniego                       |
| Herrendoppel | Javier Suárez Alberto Zapico | Javier Sánchez Alejandro Toro | Javier Abián Pablo Abián              |
| Herrendoppel | Javier Suárez Alberto Zapico | Javier Sánchez Alejandro Toro | Jesus Cebey Adrian Marquez            |
| Damendoppel  | Blanca Ibeas Noelia Jiménez  | Laia Oset Lorena Uslé         | Miren Josebe Azcue Patricia Pérez     |
| Damendoppel  | Blanca Ibeas Noelia Jiménez  | Laia Oset Lorena Uslé         | Laura Molina Haideé Ojeda             |
| Mixed        | Eliezer Ojeda Noelia Jiménez | Alberto Zapico Lorena Uslé    | Daniel Sánchez Ana Peñas              |
| Mixed        | Eliezer Ojeda Noelia Jiménez | Alberto Zapico Lorena Uslé    | Alejo Javier Ibeas Miren Josebe Azcue |